# Carapicuíba
Carapicuíba város Brazíliában, São Paulo államban. Lakosainak száma 386 984 fő (2022). Carapicuíba Barueri, Cotia, Osasco és Jandira községekkel határos.

## Népesség
A település népességének változása:
| Lakosok száma | 344 596 | 369 584 | 392 294 | 403 183 | 405 375 | 386 984 |
|               | 2000    | 2010    | 2015    | 2020    | 2021    | 2022    |